# ستيفان همفريز
ستيفان همفريز (بالإنجليزية: Stefan Humphries)‏ هو لاعب كرة قدم أمريكية أمريكي، ولد في 20 يناير 1962 في فورت لودرديل في الولايات المتحدة.

## وصلات خارجية
- ستيفان همفريز على موقع مرجع كرة القدم المحترفة.كوم (الإنجليزية)